# San Martino in Strada
San Martino in Strada es una comuna italiana de 3.262 habitantes de la provincia de Lodi en Lombardia. Es una localidad de origen muy antiguo, situado en la vía romana que conducía por Laus Pompeia hasta Cremona, registrada por primera vez en 975.
Durante el periodo napoleónico (1809 -16) al municipio de San Martino in Strada se sumaron las localidades de Ca de Bolli, Caviaga, Muzza Piacentina, Pompola, Sexta (San Martino in Strada) y Soltarico, volviéndose autónoma luego de la creación del Reino de Lombardía-Venecia. Posteriormente Cà dei Bolli y Sexta se agregaron definitivamente en 1869.

## Evolución demográfica
| Gráfica de evolución demográfica de San Martino in Strada entre 1861 y 2001 |
|                                                                             |
| Fuente ISTAT - Gráfica elaborada por Wikipedia                              |

## Administración
- Alcalde:Luca Marini
- Fecha de asunción:08/06/2009
- Partido: lista civica
- Teléfono de la comuna: 0371 44981
- Email:protocollo@comune.san-martino-in-strada.lo.it